# Iferiket

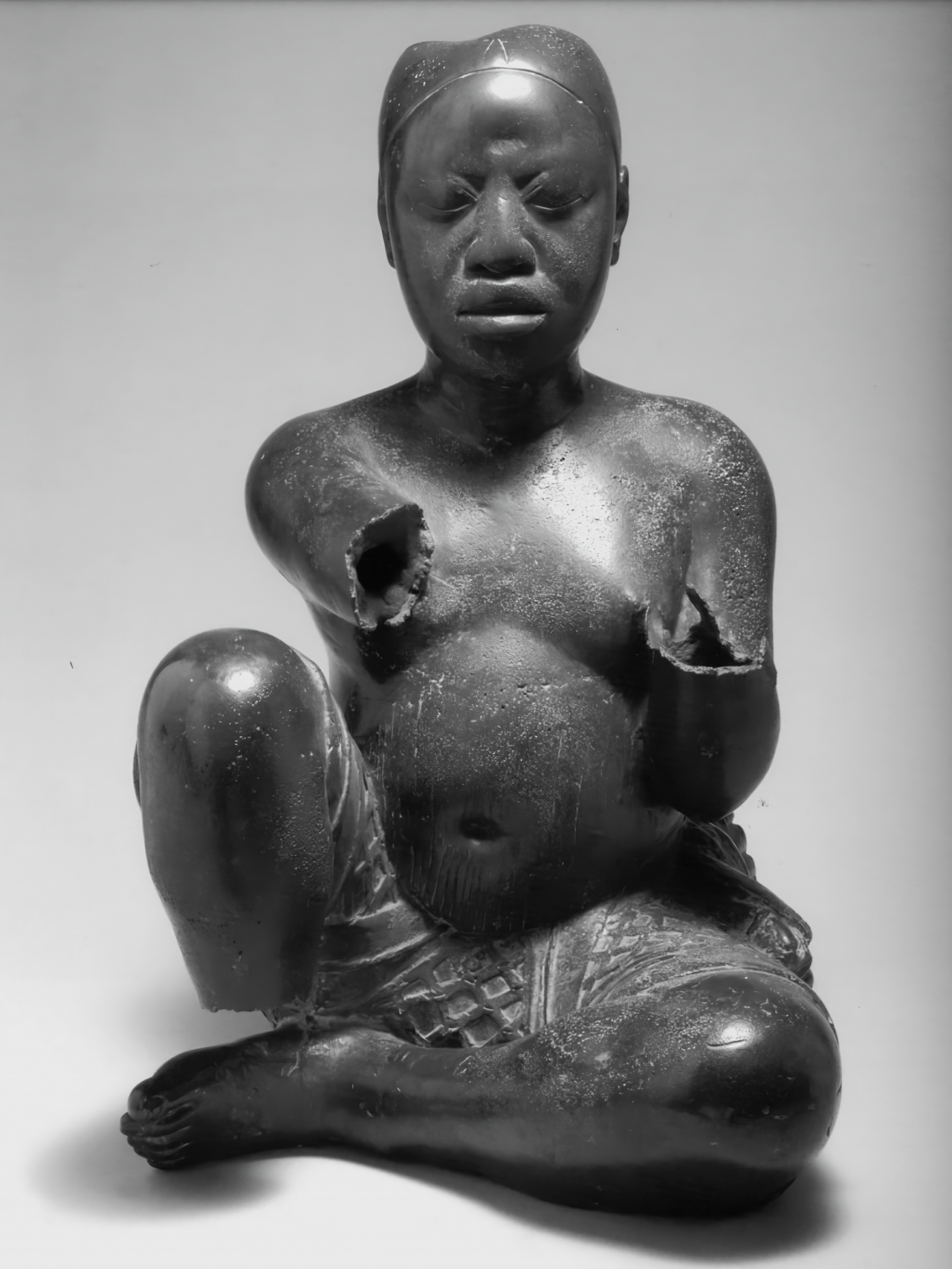
Tada copper statue

Iferiket, var en historisk stat som låg i sydvästra Nigeria och östra Benin mellan cirka 1200 och 1420, med huvudstad i Ilé-Ifẹ̀.
Det var den första större yourubastaten och en av de första i Västafrika.
Det uppgick i Oyoriket (1300-1896), kungariket Benin (1440–1897) och kungariket Ijebu (1440-?).